# Botola 2016-17
La Botola 2016-17, es la 61a edición de la Liga de Fútbol de Marruecos. En dicha temporada, participan dieciséis equipos, los catorce mejores de la pasada, más dos provenientes de la segunda división. El actual campeón es el AS FAR.
El torneo se disputa mediante el sistema de todos contra todos, donde cada equipo jugará contra los demás dos veces, una como local, y otra como visitante. Cada equipo recibe tres puntos por partido ganado, un punto en caso de empate, y ninguno si pierde.
En esta edición, el campeón y subcampeón obtienen un lugar en la Liga de Campeones de la CAF. El tercer equipo clasificará a la Copa Confederación de la CAF.
Los equipos que queden ubicados en las últimas dos posiciones descenderán automáticamente a la segunda división.

## Ascensos y descensos
Un total de 16 equipos disputan la liga, los clubes Mouloudia Oujda y Maghreb Fez que descendieron la temporada anterior, y fueron reemplazados para este torneo por el campeón y subcampeón de la Botola 2, el Chabab Atlas Khénifra y el JS Kasbat Tadla respectivamente.
| Pos. | Descendidos de la Botola 2015-16 |
| ---- | -------------------------------- |
| 15.º | Mouloudia Oujda                  |
| 16.º | Maghreb Fés                      |

| Pos. | Ascendidos de la Botola 2 2015-16 |
| ---- | --------------------------------- |
| 1.º  | Chabab Atlas Khénifra             |
| 2.º  | JS Kasbat Tadla                   |

## Equipos temporada 2016-17

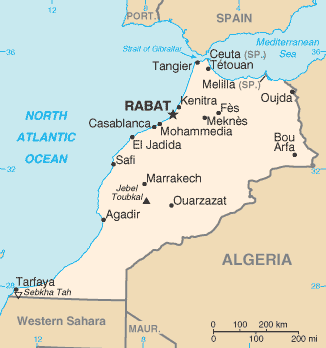
Marruecos.

| Club                  | Ciudad      | Estadio                           | Capacidad    |
| --------------------- | ----------- | --------------------------------- | ------------ |
| Chabab Atlas Khénifra | Jenifra     | Stade Municipal                   | 5.000        |
| Chabab Rif Hoceima    | Alhucemas   | Estadio Mimoun Al Arsi            | 12.000       |
| Difaa El Jadida       | El Jadida   | Stade El Abdi                     | 6.000        |
| FAR de Rabat          | Rabat       | Stade Moulay Abdellah             | 52.000       |
| FUS de Rabat          | Rabat       | Stade Moulay Abdellah             | 52.000       |
| Hassania Agadir       | Agadir      | Stade Al Inbiaâte Stade de Agadir | 5.000 45.400 |
| Ittihad Tanger        | Tanger      | Stade de Tanger                   | 40,000       |
| JS Kasbat Tadla       | Kasba Tadla | Complexe OCP                      | 10,000       |
| KAC Kenitra           | Kenitra     | Stade Municipal de Kénitra        | 15.000       |
| Kawkab Marrakech      | Marrakech   | Stade de Marrakech                | 45.240       |
| Moghreb Tétouan       | Tetuán      | Estadio Saniat Rmel               | 15,000       |
| Olympic Safi          | Safi        | Stade El Massira                  | 7.000        |
| Olympique Khouribga   | Khouribga   | Stade OCP                         | 5.000        |
| Raja Casablanca       | Casablanca  | Stade Mohamed V                   | 67.000       |
| RSB Berkane           | Berkan      | Stade Municipal de Berkane        | 5.000        |
| Wydad Casablanca      | Casablanca  | Stade Mohamed V                   | 67.000       |

Fuente: Soccerway.com

## Tabla de posiciones
- Actualizado el 26 de febrero de 2017[1]

| Pos | Equipo                    | PJ | PG | PE | PP | GF | GC | GA  | Pts |
| --- | ------------------------- | -- | -- | -- | -- | -- | -- | --- | --- |
| 1.  | Wydad Casablanca          | 19 | 11 | 7  | 1  | 34 | 17 | +17 | 40  |
| 2.  | Raja Casablanca           | 19 | 10 | 8  | 1  | 27 | 11 | +16 | 38  |
| 3.  | Difaa El Jadida           | 19 | 10 | 7  | 2  | 28 | 14 | +14 | 37  |
| 4.  | Renaissance de Berkane    | 19 | 10 | 4  | 5  | 22 | 10 | +12 | 34  |
| 5.  | IR Tanger                 | 18 | 8  | 6  | 4  | 23 | 16 | +7  | 30  |
| 6.  | FAR Rabat                 | 18 | 6  | 7  | 5  | 21 | 24 | -3  | 25  |
| 7.  | Hassania Agadir           | 19 | 6  | 6  | 7  | 22 | 26 | -4  | 24  |
| 8.  | Olympique Safi            | 19 | 6  | 5  | 8  | 17 | 20 | -3  | 23  |
| 9.  | FUS Rabat                 | 18 | 6  | 5  | 7  | 18 | 17 | +1  | 23  |
| 10. | Moghreb Tétouan           | 19 | 6  | 5  | 8  | 19 | 20 | -1  | 23  |
| 11. | Chabab Atlas Khénifra (A) | 19 | 5  | 7  | 7  | 17 | 16 | +1  | 22  |
| 12. | Olympique Khouribga       | 19 | 6  | 3  | 10 | 21 | 25 | -4  | 21  |
| 13. | Chabab Rif Al Hoceima     | 19 | 5  | 6  | 8  | 15 | 26 | -11 | 21  |
| 14. | Kawkab Marrakech          | 19 | 5  | 3  | 11 | 20 | 30 | -10 | 18  |
| 15. | JS Kasbat Tadla (A)       | 18 | 3  | 5  | 10 | 12 | 24 | -12 | 14  |
| 16. | KAC Kenitra               | 19 | 3  | 4  | 12 | 15 | 35 | -20 | 13  |

 PJ = Partidos jugados; PG = Partidos ganados; PE = Partidos empatados; PP = Partidos perdidos;
GF = Goles anotados; GC = Goles recibidos; DG = Diferencia de gol; PTS = Puntos

(A) : Ascendido la temporada anterior.
|  | Campeón y clasificado a la Liga de Campeones de la CAF 2018. |
|  | Clasificado a la Liga de Campeones de la CAF 2018.           |
|  | Clasificado a la Copa Confederación de la CAF 2018.          |
|  | Descenso directo a la Segunda División de Marruecos.         |